# Diana Lunina
Diana Mulenko Lunina (Kiev, 28 de outubro de 1992) é uma jogadora de vôlei de praia ucraniana.

## Carreira
Em 2011,  estreou no Circuito Mundial ao lado de  Svitlana Baburina no Aberto de Phuket, em 2013 competiu nas competições nacionais com Inna Makhno, obtendo os terceiro lugares nas etapas de Cherkasy e Saky. Ainda em 2013, esteve com Svitlana Baburina nos Abertos de Anapa e Phuket, também no Grand Slam de Moscou, etapas do circuito mundial; e no cenário nacional foram campeãs da etapa de Saky. E com esta formação de dupla, disputou em 2014 os Abertos de Praga e Anapa, na sequência voltou a jogar com Inna Makhno conquistaram o título da primeira rodada da Continental Cup (Grupo H) no Azerbaijão, foram vice-campeãs da etapa de Molodechno e terceiro lugar na etapa de São Petersburgo do Circuito EEVZA, em solo nacional foram campeãs da etapa de Carcóvia; em 2015 a dupla se desfez após o décimo sétimo lugar no Aberto Antália.
Em 2016, passa a formar Myloslava Bezpalko e disputaram a etapa de Molodechno no Circuito EEVZA, foram terceiras colocadas no campeonato nacional. No ano seguinte, estiveram juntas no Circuito EEVZA de Koropovo, no Masters de Alania,  e aetapa Satélite da CEV EEVZA de Vilnius, depois, com Anna Shumeiko  terminou em sétimo lugar no Circuito EEVZA de Moscou. Nova parceria em 2018,  esteve ao lado de Anastasia Lysenko nos torneios uma estrela de Antália e Aydın, com o vigésimo primeiro lugar em ambos eventos; no mesmo ano esteve com Maryna Hladun na conquista dos vice-campeonatos nas etapas Koropovo e Zaporíjia, e no circuito mundial, terminaram em nono no torneio uma estrela de Liubliana e no três estrelas de Qinzhou, além do trigésimo terceiro posto no quatro estrelas de Yangzhou. Alcançaram o bronze no torneio uma estrela de 2018 em Liubliana (edição de inverno), válida pelo Circuito Mundial de 2019, ainda obtiveram o bronze no no torneio uma estrela de Satun e  a prata em Langkawi. Venceram a etapa de Lárnaca da Continental Cup de 2019, e disputaram o Campeonato Europeu em Moscou, terminaram na vigésima quinta posição.
Em 2020, retoma a dupla com Svitlana Baburina no torneio duas estrelas de Siem Reap, terminaram na décima sétima colocação.Em 2021, passa a competir ao lado de Valentyna Davidova, terminando na quarta posição da Continental Cup de Baden e quinto na etapa final na Holanda. Foram semifinalistas do torneio duas estrelas em Rubavu e também em Praga.Novamente terminou em vigésimo quinto lugar no Campeonato Europeu de 2021 em Viena.No ano de 2022, continuaram juntas, em solo nacional, obtendo o terceiro lugar na etapa de Opava, vice-campeonato em Brno e quarto lugar em Nymburk. Terminaram na décima nona posição no Challenge de Espinho, conquistaram o vice-campeonato no Futures de Leuven e o título do Futures de Mysłowice; e no Campeonato Europeu de 2022 em Munique, finalizaram na vigésima quinta posição
Em 2023, inicia dupla com Tetiana Lazarenko, terminaram na vigésima primeira do Elite 16 de Doha, o trigésimo posto no Challenge de La Paz (Baja California Sur)  e o vice-campeonato no Futures de Madrid.

## Títulos e resultados
- Future de Mysłowic do Circuito Mundial de 2022
- Future de Madriz do Circuito Mundial de 2023
- Future de Leuven do Circuito Mundial de 2022
- 2* Aydın  do Circuito Mundial de 2019
- 1* Langkawi  do Circuito Mundial de 2019
- 1* Satun  do Circuito Mundial de 2019
- 1* Liubliana  do Circuito Mundial de 2019
- 2* Praga do Circuito Mundial de 2021
- 2* Rubavu do Circuito Mundial de 2021